# Lienz-Tragant
Der Lienz-Tragant (Astragalus leontinus), auch Tiroler Tragant oder Tyroler Tragant und Leontiner Tragant genannt, ist eine Pflanzenart aus der Gattung Tragant (Astragalus) in der Unterfamilie der Schmetterlingsblütler (Faboideae).

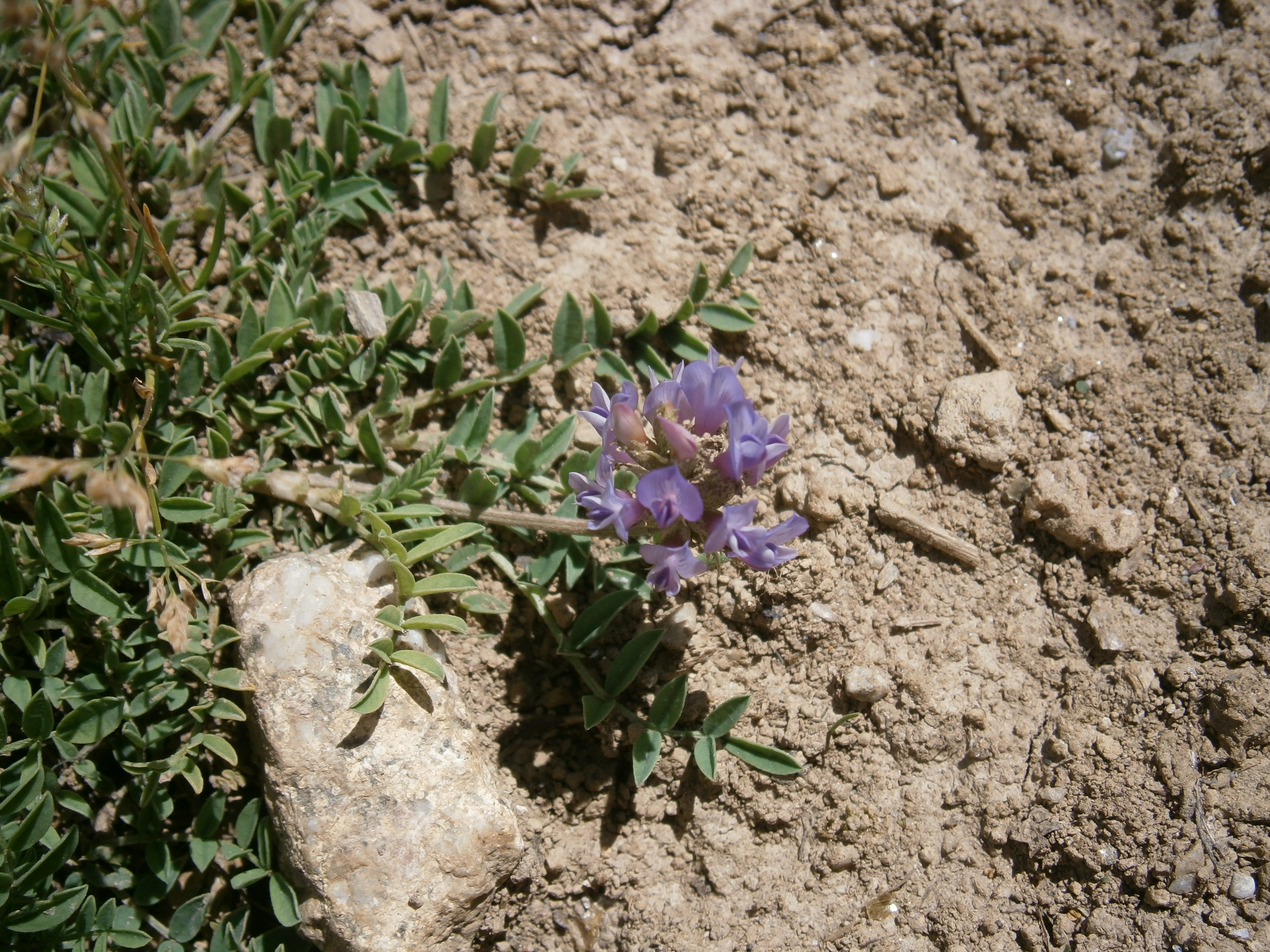
Habitus

## Beschreibung
Der Lienz-Tragant ist eine ausdauernde Pflanze, die 5 bis 20 Zentimeter hoch wird. Sie entwickelt eine kräftige Pfahlwurzel und eine verzweigten, holzigen Erdstock. Die behaarten, dreikantigen Stängel sind niederliegend bis bogig aufsteigend und dicht beblättert. 
Die wechselständigen und kurz gestielten Laubblätter sind 5 bis 12 Zentimeter lang und unpaarig gefiedert mit 6 bis 12 Paaren Fiederblättchen. Die kurz gestielten, eiförmigen bis länglichen, stumpfen bis eingebuchteten, seltener spitzen, manchmal feinstachelspitzigen, ganzrandigen Blättchen sind 5 bis 15 Millimeter lang und 2 bis 5 Millimeter breit. Sie sind oberseits kahl oder schwach behaart, unterseits dicht anliegend behaart und meist beiderseits abgerundet. Die Nebenblätter sind eiförmig, häutig, zugespitzt und unter sich frei oder mehr oder weniger verbunden.
Die zwittrigen Schmetterlingsblüten stehen in endständigen, rundlichen bis länglichen Blütenköpfchen, -trauben an 5 bis 12 Zentimeter langen Stielen. Diese „Köpfchen“ sind 10 bis 20-blütig. Die einzelnen und fast sitzenden Blüten sind 12 bis 15 Millimeter lang und aufgerichtet sowie von einem Tragblatt begleitet. Der Kelch ist röhrig, 5 bis 8 Millimeter lang und ziemlich dicht mit schwärzlichen angedrückten Haaren besetzt. Die Kelchzähne sind pfriemlich und nur ein Drittel oder Viertel so lang wie die Kelchröhre. Die Blütenkrone ist blauviolett bis lila oder rosa, Die Fahne ist schmal-eiförmig, kurz eingeschnitten, 13 bis 18 Millimeter lang und nur 1 bis 3 Millimeter länger als die Flügel. Die Flügel sind viel länger als das stumpfe Schiffchen. 
Die kleinen Hülsenfrüchte sind sitzend, sie sind 8 bis 10  Millimeter lang, 3 bis 4 Millimeter breit und angedrückt weiß und schwarz behaart.n Blütezeit ist Juni bis August.
Die Chromosomenzahl beträgt 2n =  32.

## Vorkommen
Der Lienz-Tragant kommt vor in Frankreich, Italien, in der Schweiz, in Österreich und im früheren Jugoslawien. Er gedeiht an trockenen Südhängen und in lichten Kiefern- und Lärchenwäldern. Er steigt in Graubünden von 1000 bis 2000 Meter und im Wallis von 1600 bis 2600 Meter Meereshöhe auf.
Er tritt in der Schweiz besonders in Blaugrashalden des Verbands Seslerion auf.
Die ökologischen Zeigerwerte nach Landolt et al. 2010 sind in der Schweiz: Feuchtezahl F = 1 (sehr trocken), Lichtzahl L = 3 (halbschattig), Reaktionszahl R = 4 (neutral bis basisch), Temperaturzahl T = 2+ (unter-subalpin und ober-montan), Nährstoffzahl N = 2 (nährstoffarm), Kontinentalitätszahl K = 5 (kontinental).

## Taxonomie
Der Lienz-Tragant wurde 1781 von Franz Xaver Freiherr von Wulfen in Nikolaus Joseph von Jacquin: Miscellanea austriaca ad botanicam, chemiam et historiam naturalem spectantia Band 2, Seite 59–                                                            60 als Astragalus leontinus erstbeschrieben. Synonyme der Art sind Astragalus murrii Murr und Tragacantha leontina (Wulfen) Kuntze.